# Ботарга
Ботарга је слана, сушена кесица рибље икре, обично од ципуле или плавоперке. Најпознатија верзија се производи око Медитерана; слична храна је јапански karasumi и тајвански wuyutsu, што је мекше, и корејски eoran, од кефала или слатководне бубње. Има много имена и припрема се на разне начине. Због своје реткости и сложене припреме, скуп је и сматра се деликатесом.

## Имена и етимологија
Енглески назив, bottarga, позајмљен је из италијанског језика. Сматра се да је италијански облик уведен из арапског buṭarḫah (بطارخة), облик множине buṭariḫ ( сам из византијског грчког ᾠοτάριχον (oiotárikhon), комбинација речи ᾠόν („јаје“) и τάριχον („кисели“).  
Италијански облик се може датирати из око 1500., као грчки облик речи, када је транслитерисан на латински као ova tarycha, јавља се у De honesta voluptate Бартоломеа Платине (око 1474.), најранија штампана куварска књига. У италијанском рукопису који је „блиско паралелан“ Платининој куварској књизи и датира убрзо након њеног објављивања, botarghe је потврђено у одговарајућем одломку. 
Први помен грчког облика (oiotárikhon) јавља се у 11. веку, у списима Симеона Сета, који је осуђивао храну као нешто што треба „потпуно избегавати“, иако је слична фраза можда била у употреби од антике у истом значењу.
Сугерисано је да је коптски outarakhon може бити средњи облик између грчког и арапског, док испитивање дијалектичких варијанти грчког ᾠόν „јаје“ укључује понтски грчки ὠβόν (традиционално где се лове ципуле) и ὀβό или βό у деловима Мале Азије. Модерно грчко име потиче из византијског грчког, замењујући модерну реч αυγό за древну реч ᾠóν.

## Припрема
Ботарга се прави углавном од икре ципуле. Понекад се припрема од атлантске туне плавоперке (bottarga di tonno rosso) или жуторепе туне.  Масира се ручно како би се елиминисали ваздушни џепови, затим се суши и конзервира у морској соли неколико недеља. Резултат је тврда, сува плоча. Раније се углавном премазивала пчелињим воском ради очувања, као што се и данас ради у Грчкој и Египту.    Време конзервације може варирати у зависности од произвођача и жељене текстуре, као и од преференција потрошача, што варира од земље до земље.

## Региони

### Хрватска
У Хрватској је позната као бутарга или бутарда. Обично се пржи пре сервирања.

### Тунис
Наранџасте боје и обликоване у воску или вакуумски затворене, туниска варијанта се прави од јаја ципуле и позната је као тражен производ. У почетку је била карактеристика јудео-туниске кухиње, а у Тунис су је увели Јевреји из Цариграда током османске владавине, још у 16. веку. 

### Египат
Ботарга се производи у Порт Саиду.  Широм Египта се често изговара Батарек.

### Француска
Уобичајено француско име је boutargue. У Прованси се зове poutargue и производи се у граду Мартигу.

### Грчка
У Грчкој се зове авготараксо или авготарахо и производи се првенствено од плоснатоглаве рибе уловљене у грчким лагунама. Читави зрели јајници се уклањају из рибе, перу водом, посољавају природном морском сољу, суше на сунцу и затварају у растопљеном пчелињем воску.
Авготарахо Месолонгиу, направљен од рибе уловљене у лагунама Месолонги-Етолико, је европска и грчка заштићена ознака порекла, један од ретких морских производа са ЗОИ. 

### Италија
У Италији се прави од туне плавоперке на Сицилији и од плоснатоглавог кефала на Сардинији, где се назива сардинска butàriga.
Његова кулинарска својства могу се упоредити са својствима сувих инћуна, иако је много скупљи. Често се служи са маслиновим уљем или лимуновим соком као предјело уз хлеб или кростине. Такође се користи у пастама.

### Турска
У Турској се прави од икре ципула. Производи се у Далјану, на југозападној обали Турске, од одраслих риба које мигрирају из језера Којџегиз . 

### Шпанија
Ботарга се у Шпанији производи и конзумира углавном у југоисточном региону земље, у аутономној заједници Мурсија и покрајини Аликанте. Обично се прави од разних врста икре, укључујући, између осталог, ципулу, туну, бонито... Већи део њене производње је концентрисан око града Сан Педро дел Пинатар, до обала Мар Менора, где се налазе и слани базени.

### Остали
Постоје разни мали произвођачи и на другим местима. На пример, ботарга од бакалара се производи у северној Норвешкој, где се суши на ваздуху.